# ショーン・ラモント
ショーン・ラモント（Sean Lamont、1981年1月15日 - ）は、スコットランドの元ラグビー選手。  

## プロフィール
- スコットランド・パース出身。
- ポジションはウィング(WTB)、センター(CTB)。
- 身長 188cm、体重 105kg
- スコットランド代表通算キャップ数は105。
- ラグビーワールドカップ2007・ラグビーワールドカップ2011・ラグビーワールドカップ2015のスコットランド代表に選ばれた[1]。

## 略歴
ロザラム、グラスゴー・ウォリアーズ、ノーサンプトン・セインツ、スカーレッツを経て、2012年、グラスゴー・ウォリアーズに復帰。  
2017年、現役を引退した。